# 亚眠钟楼
亚眠钟楼（Beffroi d'Amiens）是法国北部城市亚眠市中心的一座钟楼，高52米。
亚眠钟楼的起源可追溯到1113年，路易六世在位时期的亚眠公社。
亚眠钟楼于1926年列为法国历史古迹，2005年成为世界文化遗产比利时和法国的钟楼的一部分。
1940年5月19日，亚眠钟楼曾遭受德国空军的猛烈轰炸而受损。

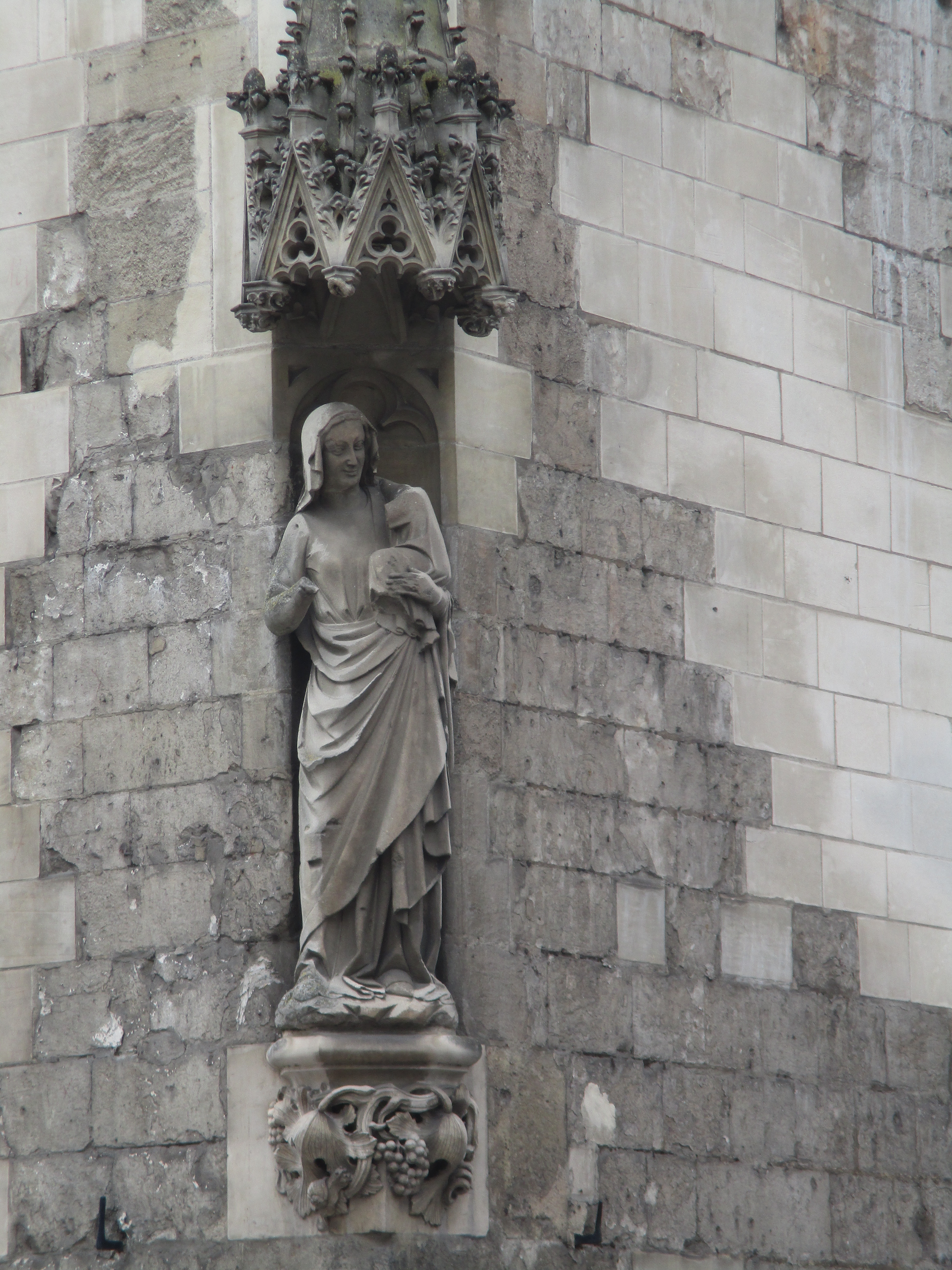
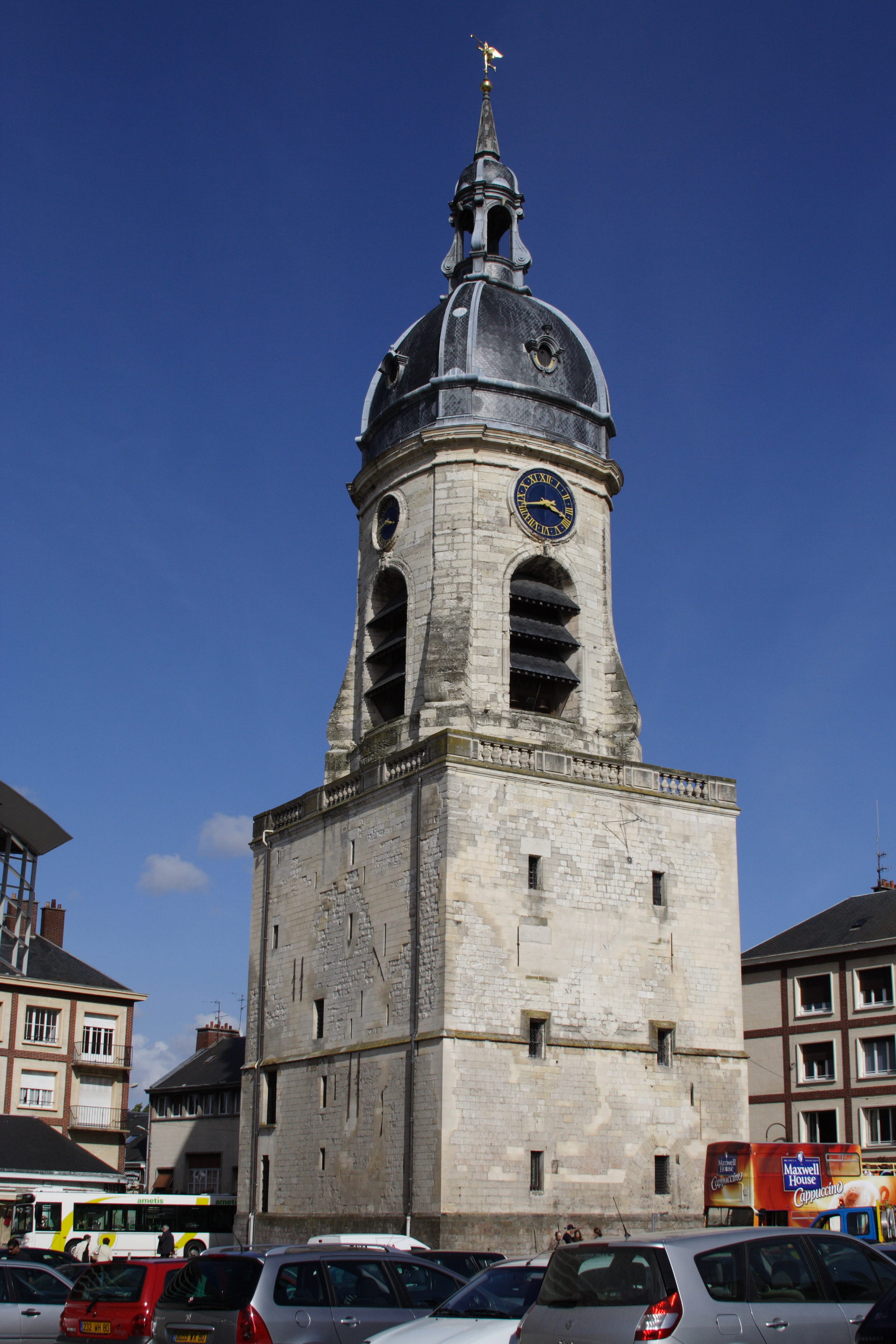
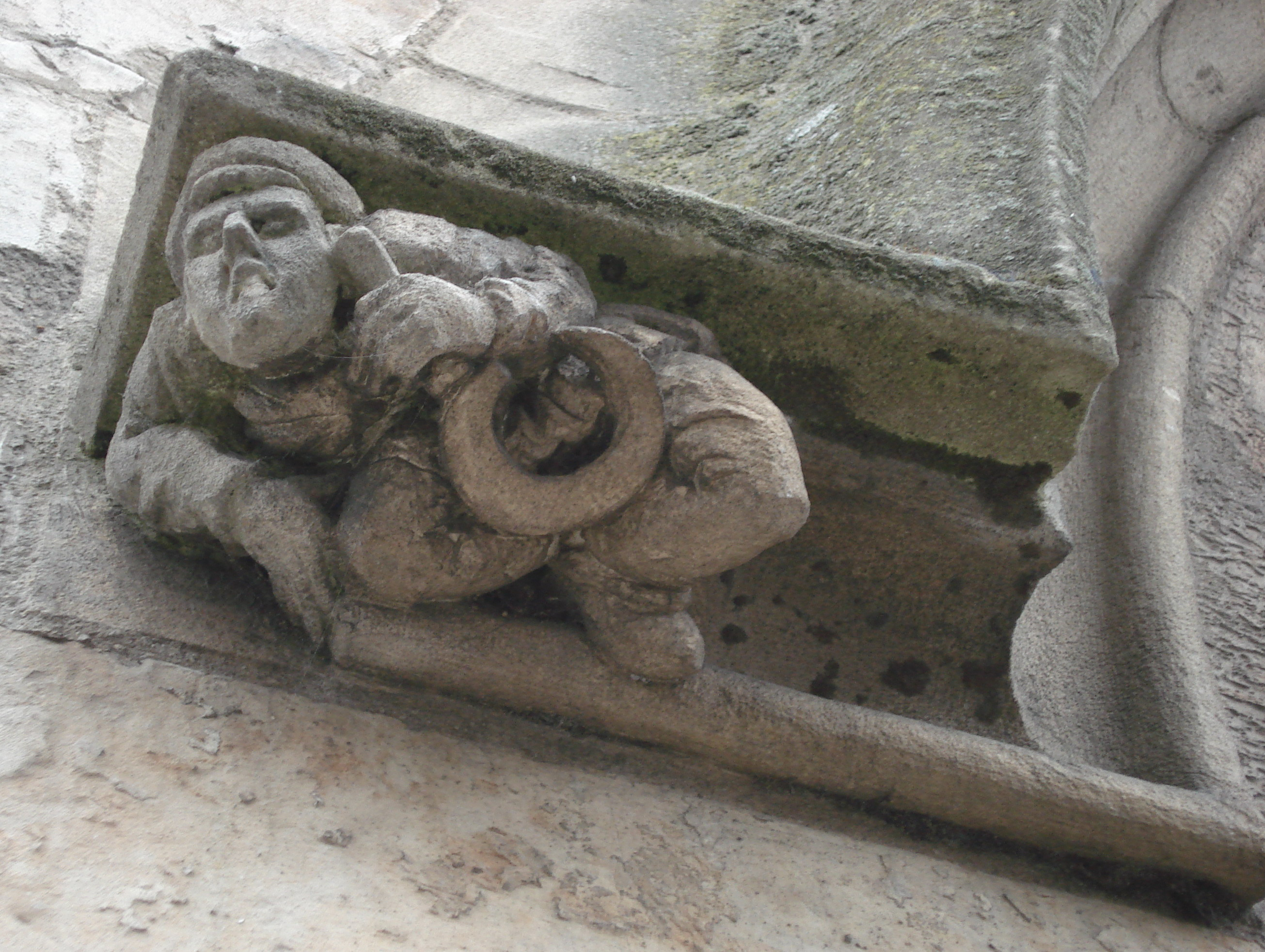
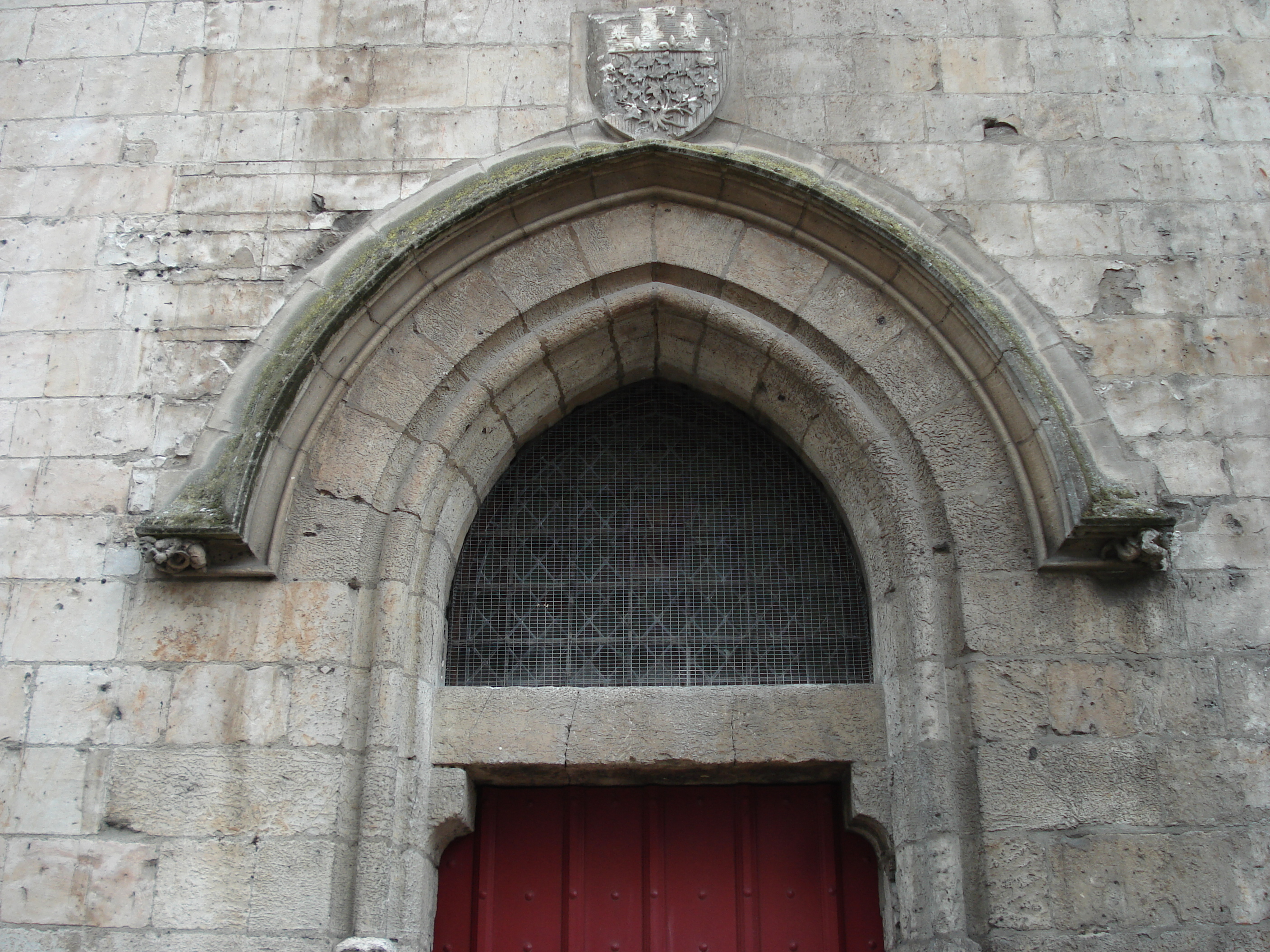
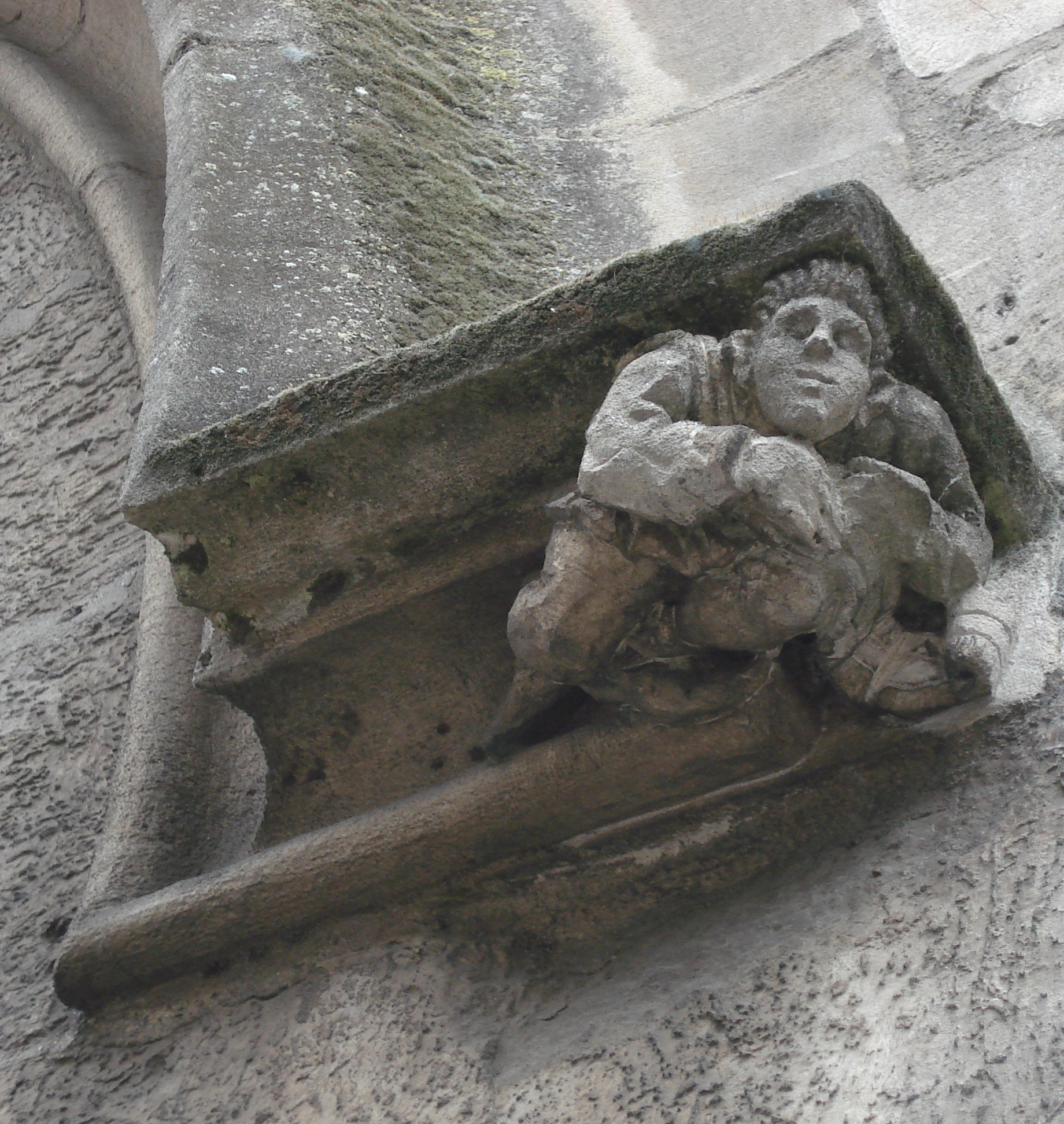